# Achroomyces pachysterigmata
Achroomyces pachysterigmata är en svampart som beskrevs av P. Roberts 1997. Achroomyces pachysterigmata ingår i släktet Achroomyces och familjen Platygloeaceae.   Inga underarter finns listade i Catalogue of Life.